# Trieces signatus
Trieces signatus là một loài tò vò trong họ Ichneumonidae.